# Крысиные лемуры
Крысиные лемуры, или крысиные маки, или карликовые (собственно мышиные) лемуры, или хирогале (лат. Cheirogaleus), — род мокроносых приматов из семейства карликовых лемуров.
Размер тела 19—27 см, длина хвоста 16—17 см, что делает их немного более крупными, чем родственные мышиные лемуры. Задние конечности немного длиннее передних. В отличие от большинства других приматов их хват похож на хват обезьян Нового Света — они берут и удерживают предметы между вторым и третьим пальцем, а не между указательным и большим.

## Распространение
Встречаются в лесных районах острова Мадагаскара.

## Виды
База данных Американского общества маммологов (ASM Mammal Diversity Database) признаёт 10 видов крысиных лемуров:
- Cheirogaleus andysabini
- Cheirogaleus crossleyi
- Cheirogaleus grovesi
- Cheirogaleus lavasoensis
- Cheirogaleus major — Крысиный лемур, или крысиный маки
- Cheirogaleus medius — Толстохвостый лемур
- Cheirogaleus minusculus
- Cheirogaleus shethi
- Cheirogaleus sibreei
- Cheirogaleus thomasi